# Didaskalia (czasopismo)
Didaskalia. Gazeta Teatralna – dwumiesięcznik poświęcony teatrowi, wydawany przez Instytut im. Jerzego Grotowskiego we Wrocławiu.
Magazyn przeznaczony jest dla osób interesujących się teatrem. Oprócz recenzji najnowszych spektakli w kraju i za granicą, publikuje także materiały dotyczące praktyki i teorii teatru, recenzje książek teatralnych, eseje, opinie, wywiady i inne teksty, związane ze sztuką teatralną.

## Historia
Pierwszy numer „Didaskaliów” został wydany w grudniu 1993 r. w Krakowie. Początkowo były wydawane przez Uniwersytet Jagielloński (do numeru 76). Od marca 2007 roku wydawcą stał się Instytut im. Jerzego Grotowskiego, we współpracy z Wydziałem Polonistyki Uniwersytetu Jagiellońskiego. Siedziba redakcji mieści się w Krakowie. 
„Didaskalia. Gazeta Teatralna” obejmują refleksją krytyczną zjawiska z rozmaitych obszarów teatru i sztuki. Prócz premier teatru dramatycznego regularnie omawiamy wydarzenia z obszaru tańca, performansu, sztuk wizualnych, opery. Informacje dotyczące bieżącego życia teatralnego splatamy z refleksją dotyczącą historii i tradycji teatru oraz sztuk performatywnych widząc je jako przestrzenie wzajemnie się naświetlające i tłumaczące. Wydarzenia bieżącego życia teatralnego wpisujemy w szeroki kontekst współczesnej myśli humanistycznej. Ważny element pisma stanowią bloki tematyczne poświęcone wybranym zagadnieniom teoretycznym, politycznym, filozoficznym, które rozszerzają pole interpretacji teatru i jego obecności w życiu społecznym.
„Didaskalia. Gazeta Teatralna” są umieszczone na liście czasopism punktowanych MNiSW z liczbą punktów 40 w dyscyplinach: nauki o sztuce, nauki o kulturze i religii, literaturoznawstwo.
Artykuły publikowane w „Didaskaliach. Gazecie Teatralnej” są umieszczane i archiwizowane w bazach ERIH PLUS, CEEOL oraz CEJSH. 
Wersją podstawową pisma jest publikacja online, od numeru  157/158 wszystkie teksty są dostępne na licencji Creative Commons BY-NC-ND 3.0 PL.

## Patronaty
„Didaskalia” objęły swym patronatem liczne wydarzenia kulturalne, związane z teatrem:
- Międzynarodowy Festiwal Teatralny Dialog we Wrocławiu
- Międzynarodowy Festiwal Teatralny „Kontakt”
- Opolskie Konfrontacje Teatralne „Klasyka Polska”
- re wizje romantyzm
- Bazart
- Międzynarodowy Festiwal Sztuki Lalkarskiej
- Ogólnopolski Przegląd Teatrów Małych Form „Kontrapunkt
- Brave Festival
- Konferencja „Tadeusz Kantor a Niemcy i Szwajcaria”